# Rozdzielnia

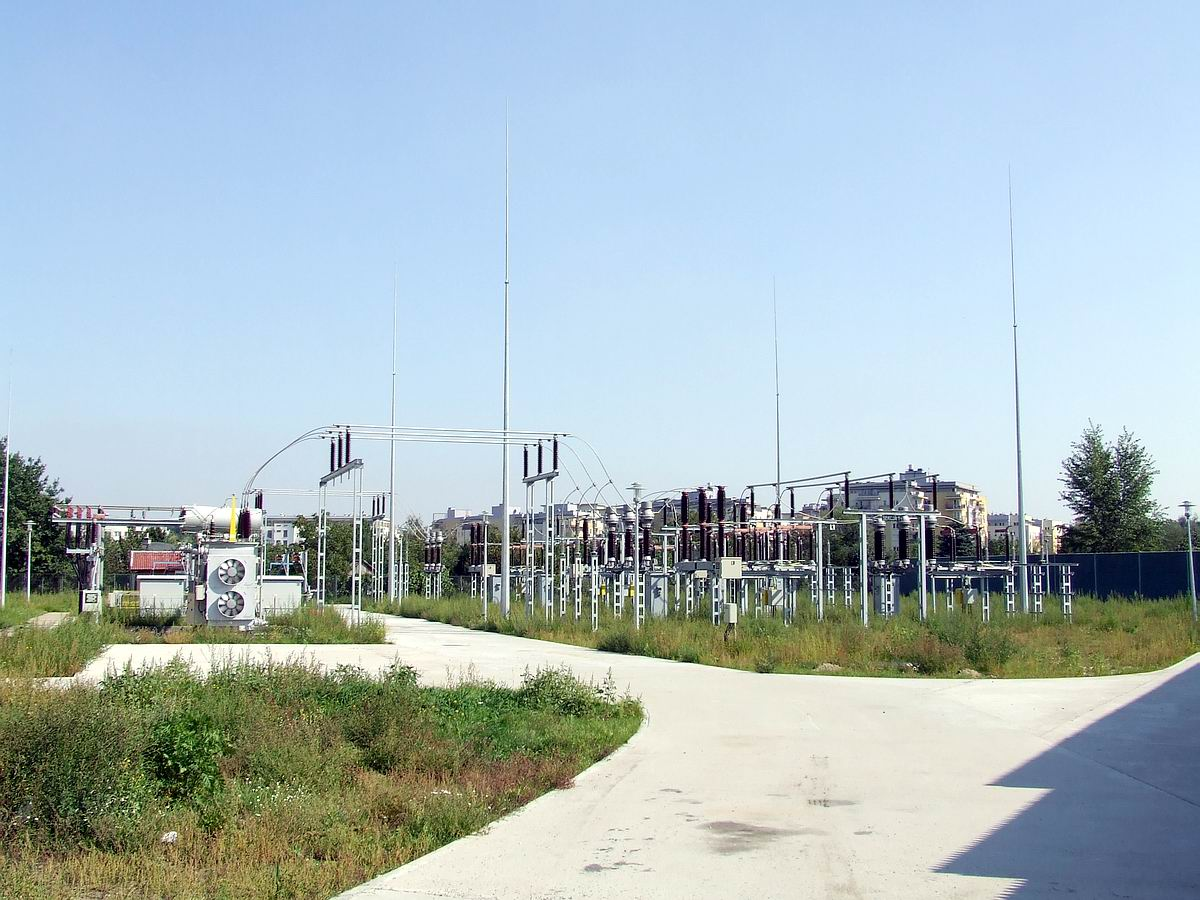
Stacja 110/15 kV w Warszawie z rozdzielnią napowietrzną 110 kV

Rozdzielnia – stacja rozdzielcza, wyodrębniona część stacji elektroenergetycznej lub autonomiczny fragment sieci elektroenergetycznej, w którym następuje rozdział energii elektrycznej bez zmiany napięcia.
Można mówić o dwóch typach rozdzielni:
- rozdzielnie wnętrzowe,
- rozdzielnie napowietrzne.

Rozdzielnia to również: przestrzeń, obszar, pomieszczenie, budynek, gdzie znajdują się urządzenia rozdzielcze (rozdzielnica elektryczna z zabezpieczeniami).